# Alhões, Bustelo, Gralheira e Ramires
Alhões, Bustelo, Gralheira e Ramires (oficialmente: União das Freguesias de Alhões, Bustelo, Gralheira e Ramires) é uma freguesia portuguesa do município de Cinfães, com 37,52 km² de área e 517 habitantes (censo de 2021). A sua densidade populacional é 13,8 hab./km².

## História
Foi constituída em 2013, no âmbito de uma reforma administrativa nacional, pela agregação das antigas freguesias de Alhões, Bustelo, Gralheira e Ramires e tem a sede em Gralheira.

## Demografia
A população registada nos censos foi:
| Distribuição da População por Grupos Etários | Distribuição da População por Grupos Etários | Distribuição da População por Grupos Etários | Distribuição da População por Grupos Etários | Distribuição da População por Grupos Etários | Distribuição da População por Grupos Etários |
| -------------------------------------------- | -------------------------------------------- | -------------------------------------------- | -------------------------------------------- | -------------------------------------------- | -------------------------------------------- |
| Antes da agregação                           |                                              |                                              |                                              |                                              |                                              |
| Ano                                          | 0-14 anos                                    | 15-24 anos                                   | 25-64 anos                                   | >= 65 anos                                   | Total                                        |
| 2001                                         | 116                                          | 120                                          | 334                                          | 210                                          | 780                                          |
| 2011                                         | 56                                           | 67                                           | 301                                          | 171                                          | 595                                          |
| Após a agregação                             |                                              |                                              |                                              |                                              |                                              |
| Ano                                          | 0-14 anos                                    | 15-24 anos                                   | 25-64 anos                                   | >= 65 anos                                   | Total                                        |
| 2021                                         | 52                                           | 40                                           | 254                                          | 171                                          | 517                                          |